# Skofte Ogmundsson
Skofte Ogmundsson también Skofte de Giske (1025 - 1103) fue un noble de Giske, Borgund, Møre og Romsdal, Noruega, a finales de la Era vikinga, conocido por encabezar el primer intento escandinavo de participar en las cruzadas a principios del siglo XII. Pertenecía al poderoso e influyente clan familiar de los Giskeätten.
Skofte era hijo de Ogmund Thorbergsson (1002 - 1050), por lo tanto nieto de Torberg Arnesson. Se casó con Sigrid [Gudrun] Thordsdatter (n. 1028), una hija de Tord Foleson y fruto de esa unión tuvieron amplia descendencia.
En 1101 junto a tres de sus hijos, Ogmund (n. 1050), Finn (n. 1054) y Thord (n. 1056), prepararon cinco naves para participar en las cruzadas y lograron atravesar el estrecho de Gibraltar pero todos ellos murieron y fueron enterrados en Roma en 1103. Los pocos supervivientes de su flota que lograron llegar a Palestina no permanecieron por mucho tiempo y regresaron ese mismo año a Noruega. Casualmente el 10 de julio de 1103, el rey Erico I de Dinamarca fallecía en Chipre en su trayecto hacia Tierra Santa, por lo que no sería hasta 1107 que un rey escandinavo lograse participar en unas cruzadas, fue otro noruego, Sigurd el Cruzado.
El único hijo varón que sobrevivió fue Aure-Pål, y dos hembras, Thora (n. 1070) que casaría con Asulf Skulesson (n. 1068), un hijo de Skule Tostesson; y Ragnhild, que casaría con Dag Eilivsson, un hijo de Eilif Ormsson, y por lo tanto nieto del jarl Orm Eilivsson.